# Billie Eilish
Billie Eilish Pirate Baird O'Connell (n. 18 decembrie 2001, Los Angeles, California, SUA) este o cântăreață, model și compozitoare americană.    
Billie Eilish și-a făcut debutul în muzică la vârsta de 14 ani și într-un timp relativ scurt a atras atenția criticilor și publicului prin single-urile „Ocean Eyes” și „Lovely” (înregistrat în colaborare cu Khalid). Ambele piese au primit discul de platină din partea RIAA pentru un milion de exemplare comercializate, iar succesul tinerei interprete este într-o continuă creștere. După lansarea discului EP Don't Smile at Me (2017), Apple Music a numit-o „Artistul de urmărit” al lunii septembrie, statut confirmat ulterior de piesele sale, care au strâns peste 750 de milioane de accesări pe platforma Spotify.
În primăvara anului 2019, Billie Eilish a lansat primul său album de studio, numit When We All Fall Asleep, Where Do We Go?. Materialul a primit aprecieri critice și a debutat în vârful clasamentelor de specialitate din întreaga lume, single-ul Bad Guy fiind primul al unui artist născut în secolul al XXI-lea care să primească discul de diamant din partea RIAA. În 2019, Billie Eilish a fost nominalizata la șase premii Grammy printre care si „Best new artist” și „Album of the year” pentru When We All Fall Asleep Where Do We Go?. Eilish a continuat să aibă single-uri de succes, printre care Everything I Wanted, My Future, Therefore I Am, Your Power, Lunch și Birds of a Feather. Billie Eilish a câștigat două premii Oscar, pentru piesa No Time to Die din filmul cu același nume în 2021 și pentru piesa What Was I Made For? din filmul Barbie în 2023.

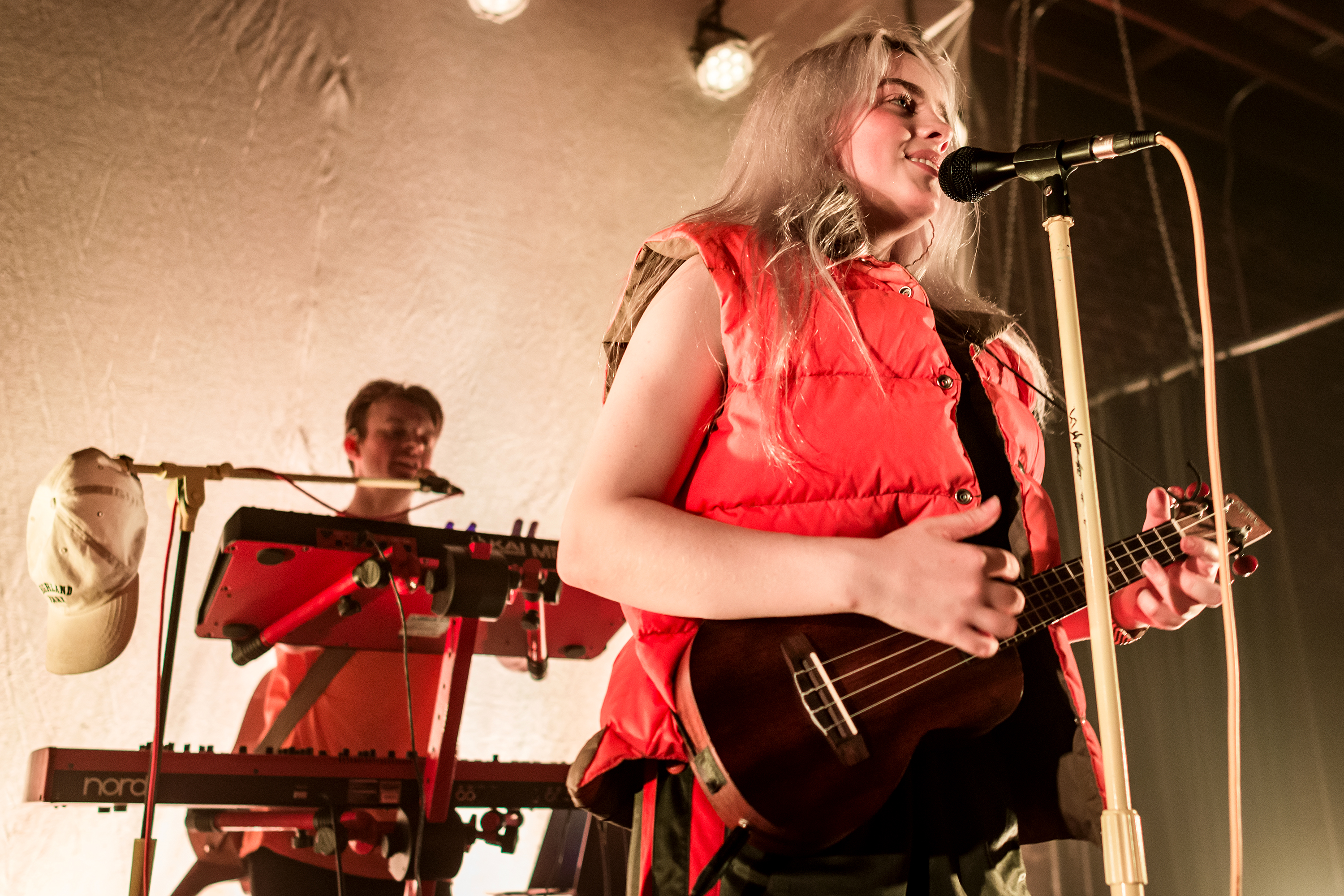
Billie Eilish și fratele său, Finneas O'Connell, în concert (2017)

## Copilărie
Billie Eilish s-a născut în Los Angeles, California în 18 Decembrie 2001. Este fiica actriței Maggie Baird și a actorului Patrick O'Connell, amândoi muzicieni. Eilish este de origine irlandeză și scoțiană, fiind concepută prin fertilizarea in-vitro.
Billie și fratele ei Finneas au făcut școala acasă, decizie luată de părinții lor care au vrut să petreacă  timp cu ei și să le ofere libertatea de a-și urmări interesele. Mama ei i-a învățat pe ea și pe Finneas noțiunile de bază ale compoziției muzicale. Billie lucrase împreună cu fratele ei pe plan muzical, în timp ce el scria și producea propriile piese și cânta cu trupa sa. Billie Eilish a spus că fratele ei și mama ei au inspirat-o să intre în lumea muzicii. Părinții lor i-au încurajat pe cei doi frați să se exprime și să exploreze tot ce își doreau, inclusiv arta, dansul și actoria. Billie a scris prima ei melodie „adevărată” la vârsta de 11 ani pentru ora de compoziție a mamei sale. Piesa este despre apocalipsa zombie, inspirată din serialul de televiziune The Walking Dead, din care a luat linii de scenarii și titluri de episoade pe care le-a adăugat melodiei ca parte a exercițiului. Billie participase la niște audiții de actorie, pe care le displăcea; cu toate acestea, i-a plăcut să înregistreze dialoguri de fundal pentru scene de mulțime și a lucrat la filmele Diary of a Wimpy Kid, Ramona și Beezus și la seria X-Men. A cântat la spectacole de talente și s-a alăturat corului pentru copii din Los Angeles la vârsta de opt ani.

## Carieră

### 2015–2017:Don't Smile at Me
În 2015, Eilish, în vârstă de 13 ani, a început să lucreze la melodii cu fratele ei, Finneas, care scria și producea de câțiva ani și avea propria sa trupă.   Primele melodii pe care le-au înregistrat împreună s-au numit „She's Broken” și „Fingers Crossed”. „Primele piese la care am lucrat, nu le-am scris împreună. El a scris această melodie numită „She's Broken”, iar eu am scris una numită „Fingers Crossed”, și le-am înregistrat și le-am pus pe SoundCloud, doar de distracție”, își amintește ea.
În ianuarie 2016, Finneas și managerul său au aranjat o înțelegere cu compania A&R Platoon. Eilish a primit apoi un publicist, care a conectat-o la brandul de modă de lux Chanel și un stilist, ambii cari-au ajutat să-i modeleze imaginea. Pe 24 martie 2016, un videoclip muzical pentru „Ocean Eyes” regizat de Megan Thompson a fost lansat în premieră pe canalul oficial de YouTube al lui Eilish.  „Ocean Eyes” și Eilish vor primi laude și promovare de la diverse instituții media și marketeri, inclusiv posturi de radio și supraveghetori muzicali precum Beats 1, KCRW, BBC One, Zane Lowe, Jason Kramer, Annie Mac și Chris Douridas. 
Pe 23 iunie 2016, Eilish și Finneas au lansat „ Six Feet Under ” prin SoundCloud ca al doilea single al ei. Pentru acest cântec un videoclip muzical realizat în casă fost lansat pe 30 iunie 2016. El fost regizat de Eilish și editat de mama ei, Maggie Baird.
În august 2016, Justin Lubliner, care a observat talentul lui Eilish în 2015, când a auzit pentru prima dată „Ocean Eyes”, a facilitat semnarea unui contract cu Darkroom și Interscope Records.  El i-a susținut lansarea ca artistă, inspirându-se din modelul artiștilor hip hop precum Travis Scott și Chance the Rapper, fără să se bazeze pe un singur single mare și concentrându-se pe crearea unei „persone și a unei estetici distincte”.  Darkroom și Interscope Records au relansat „Six Feet Under” și „Ocean Eyes” ca single-uri pentru descărcare digitală și streaming pe 17 și, respectiv, 18 noiembrie 2016.  Pe 22 noiembrie 2016, un videoclip muzical de spectacol de dans pentru „Ocean Eyes” a fost încărcat pe canalul YouTube al lui Eilish.
Pe 14 ianuarie 2017, Eilish a lansat un EP cu patru remixuri realizate de Astronomyy, Blackbear, Goldhouse și Cautious Clay pentru „Ocean Eyes”, și a lansat un alt EP pentru „Six Feet Under” cu remixuri de Blu J, Gazzo, Jerry Folk și Aire Atlantica.  După succesul remix-urilor „Ocean Eyes”, Eilish a lansat „ Bellyache ” pe 24 februarie 2017,  Un videoclip muzical al piesei a fost lansat pe 22 martie 2017 și a fost regizat de Miles și AJ. Eilish a lansat ulterior „ Bored ” pe 30 martie 2017, ca parte a coloanei sonore a seriei Netflix 13 Reasons Why .  Un videoclip muzical pentru „Bored” a fost lansat ulterior pe 26 iunie 2017. În martie a aceluiași an, Apple Music a prezentat-o pe Eilish la festivalul de muzică South by Southwest.  Pe 30 iunie 2017, Eilish a lansat „ Watch ”.  Eilish a lansat ulterior un alt single, „ Copycat ”, care a fost lansat pe 14 iulie 2017  și a anunțat lansarea EP-ului ei de debut, Don’t Smile at Me .  Eilish a lansat mai târziu „ Idontwannabeyouanymore ” și „ My Boy ”.   Pe 11 august 2017, Eilish a lansat Don't Smile at Me .  EP-ul a fost un hit, ajungând pe locul 14 în Billboard 200 din SUA. Eilish s-a angajat în turneul Don't Smile at Me în octombrie 2017, în sprijinul EP-ului ei.  Eilish a lansat „ Bitches Broken Hearts ” prin SoundCloud pe 10 noiembrie 2017.    
Echipa lui Eilish a lucrat cu Spotify, care a o promova în cel mai popular playlist al lor, „Today's Top Hits”.  The Baffler a descris sunetul lui Eilish ca fiind încadrat în genul „streambait”, constând în mare parte din „pop melancolic, mid-tempo” influențat de Lana Del Rey, al cărei „stil de cântare, sumbru și... influențat de hip-hop” i-au modelat estetica.   Succesul comercial al lui Eilish s-a extins cu promovarea ei pe Spotify.  În septembrie 2017, Apple Music a numit-o pe Eilish artistul lor Up Next și au urmat prezentarea ei într-cu un scurt documentar, un EP de sesiune live și un interviu cu Zane Lowe la postul de radio al Apple Music Beats 1.  În acea lună, a fost lansat EP-ul live intitulat Up Next Session: Billie Eilish. Pe 15 decembrie 2017, Eilish și-a lansat colaborarea cu rapperul american Vince Staples intitulată „ &Burn ”, care este un remix al single-ului „Watch” lansat anterior de Eilish. Mai târziu a fost inclusă în ediția extinsă Don't Smile at Me.    

### 2018–2020:When We All Fall Asleep, Where Do We Go?

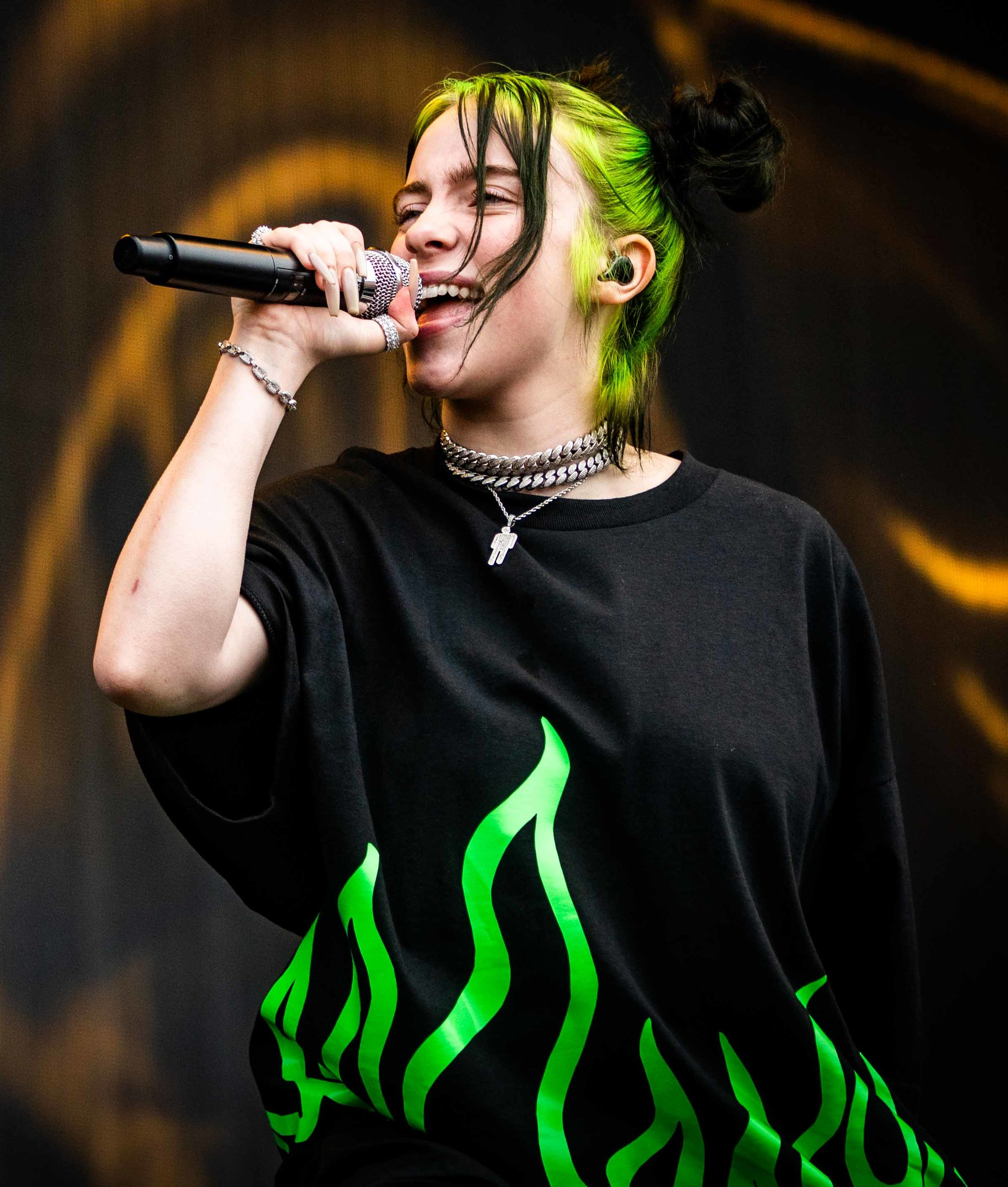
Eilish cântă la Pukkelpop 2019

În februarie 2018, Eilish a început cel de-al doilea turneu de concerte, turneul Where's My Mind, care s-a încheiat în aprilie 2018.  „Bitches Broken Hearts” a fost relansat în toată lumea pe 30 martie 2018.  Pentru Record Store Day 2018, Eilish a lansat „ Party Favor ” pe un vinil roz de 7 inchi, împreună cu o coperta „ Hotline Bling ”, scrisă de rapperul canadian Drake ca partea B.  Eilish a colaborat cu cântăreața americană Khalid pentru single-ul „ Lovely ”, care a fost lansat pe 19 aprilie 2018 și a fost apoi adăugat la coloana sonoră pentru cel de-al doilea sezon din 13 Reasons Why .  Mai târziu a lansat „ You Should See Me in a Crown ”, în iulie 2018, În iulie același an, Eilish a cântat la Festivalul Mo Pop. 

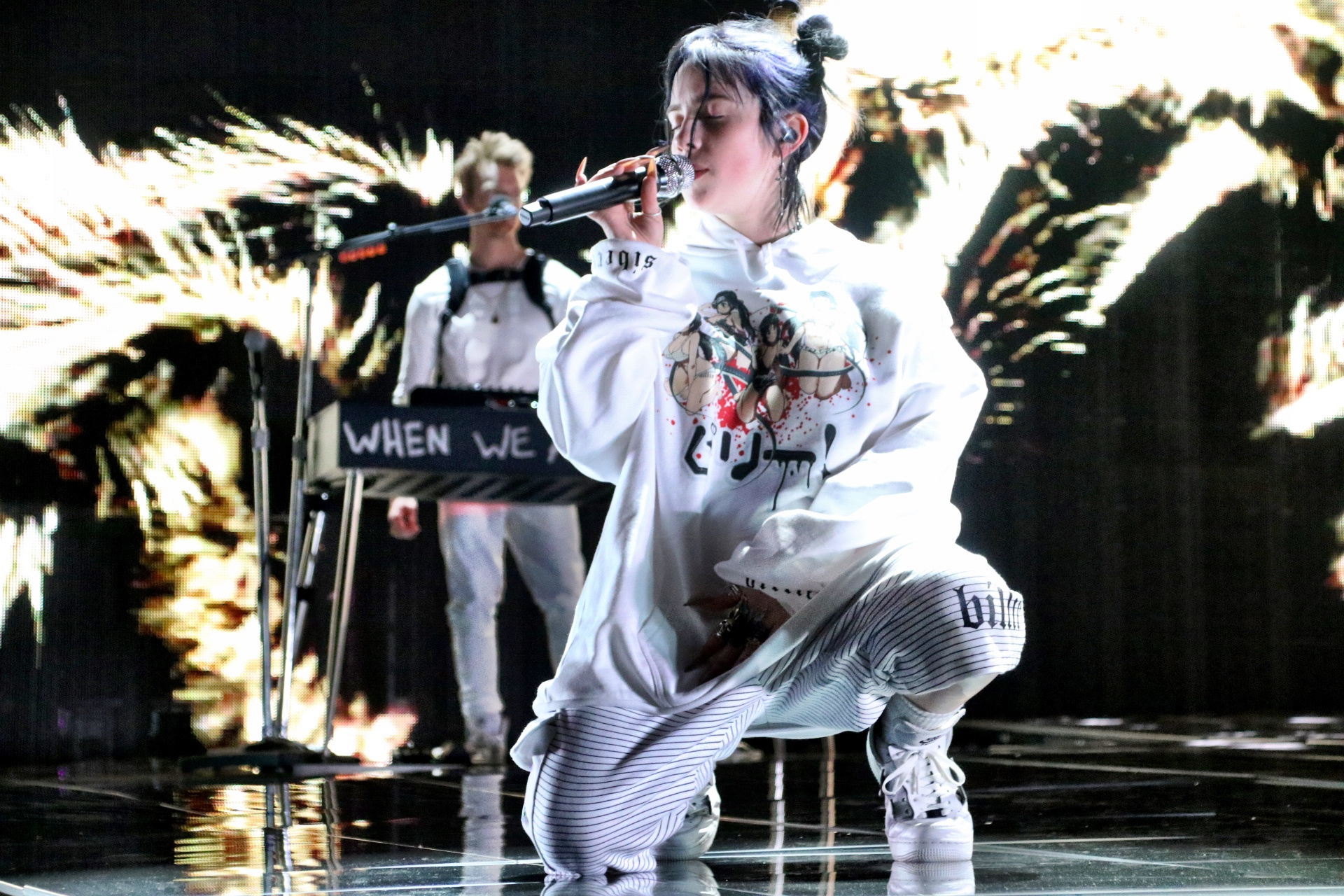
Eilish cântă la Red Rocks Amphitheatre în iunie 2019

În ziua lansării single-ului ei „ When the Party's Over ”, Eilish a fost prezentată în seria de videoclipuri  „73 de întrebări” de la Vanity Fair ', găzduită de Joe Sabia.  În octombrie 2018 ea a semnat un contract cu Next Management pentru susținere pe partea de modă și frumusețe.   Eilish a fost plasată pe lista Forbes 30 Under 30 din 2018 în noiembrie a acelui an.   Tot ăn noimebrie  a lansat single-ul „ Come Out and Play ”, single care a fost scris pentru o reclamă Apple.  La începutul lunii ianuarie 2019, Don't Smile at Me a ajuns la 1 miliarde de streamuri pe Spotify, făcând-o cea mai tânără artistă care a ajuns la 1 miliard de fluxuri în proiect.  În acea lună, Eilish a lansat „Buy a Friend ” ca al treilea single de pe albumul ei de debut When We All Fall Asleep, Where Do We Go?,   împreună cu „ When I Was Older ”, un single inspirat din filmul Roma din 2018, care a apărut pe albumul compilație Music Inspired by the Film Roma. În februarie, Eilish a colaborat cu YouTube pentru o mini-serie documentară intitulată „A Snippet Into Billie's Mind”.   „ Wish You Were Gay ”, al patrulea single de pe album, a fost lansat pe 4 martie 2019. 
When We All Fall Asleep, Where Do We Go? a fost lansat pe 29 martie 2019. Spotify a lansat o „campanie pe mai multe niveluri în spatele albumului”, creând o listă de redare multi-media și „funcții de produse noi”, despre care Spotify a declarat „permit conținut video vertical, materiale personalizate și povești editoriale, toate cu scopul de a crea un context mai semnificativ și captivant pentru fanii lui Eilish”.  În Los Angeles, Spotify a „îmbunătățit experiență de album pop-up”, prin includerea diferitelor lucrări de artă și printr-o experiență „multi-senzorială” a fiecărei piese.  Albumul a debutat în vârful Billboard 200, precum și în UK Albums Chart, făcându-o pe Eilish primua artisă născută în anii 2000 care a avut un album numărul unu în Statele Unite și cea mai tânără femeie care a avut vreodată un album numărul unu în Marea Britanie.   La debutul albumului, Eilish a doborât recordul pentru cele mai multe melodii înregistrate simultan în Top 100 ale unei artiste feminine, cu 14, după fiecare melodie de pe album, cu excepția „Goodbye”, clasate în Hot 100.  Cel de-al cincilea single de pe album, „ Bad Guy ”, a fost lansat împreună cu albumul.  Un remix al cântecului cu Justin Bieber a fost lansat în iulie 2019.   În august, Bad Guy a atins vârful pe primul loc în SUA, punând capăt celor 19 săptămâni record ale lui Lil Nas X pe primul loc cu „ Old Town Road ”.  Ea este prima artistă născută în anii 2000 și cea mai tânără artistă de după Lorde (cu „ Royals ”) care are un single numărul unu. 

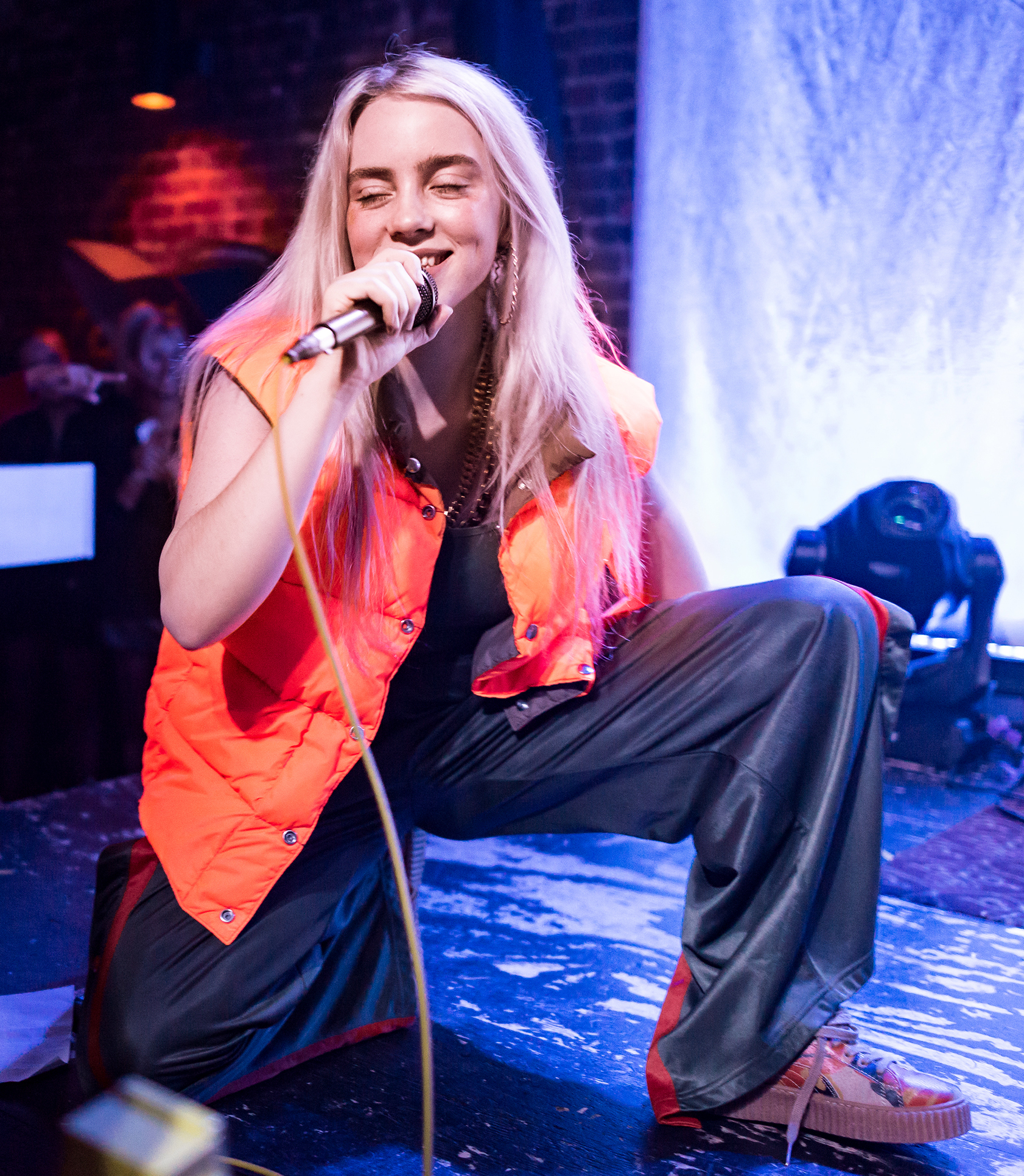
Eilish concertează în august 2017

Eilish și-a început turneul When We All Fall Asleep la Festivalul Coachella în aprilie 2019 cu turneul încheiat pe 17 noiembrie 2019, în Mexico City . În august 2019, Eilish a colaborat cu Apple Music for Music Lab: Remix Billie Eilish, parte a sesiunilor de Music Lab ale magazinelor Apple, în timpul cărora fanii îi deconstruiesc melodia „You Should See Me In A Crown” și învață cum să-și creeze propriul remix pe dispozitivele Apple și utilizândGarageBand .   Pe 27 septembrie 2019, Eilish a anunțat turneul mondial Where Do We Go? prin intermediul paginii ei de Instagram.  Turneul urma să înceapă la Miami pe 9 martie 2020 și să se încheie la Londra pe 27 iulie 2020, dar a suferit unele amânări din cauza pandemiei de COVID-19 . 
Pe 7 noiembrie 2019, Third Man Records a lui Jack White a anunțat că casa de discuri va lansa un album acustic live cu interpretarea lui Eilish de la Blue Room a casei de discuri, vândut exclusiv pe vinil la locațiile Third Man din Nashville, Tennessee și Detroit., Michigan .  Pe 13 noiembrie 2019, ea a lansat următorul ei single, „ Everthing I Wanted ”.  Pe 20 noiembrie 2019, Eilish a fost nominalizată la șase premii Grammy, inclusiv Discul anului și Cântecul anului pentru „ Bad Guy ”, precum și Albumul anului și Cel mai bun artist nou . La 17 ani, a devenit cea mai tânără artistă nominalizată la toate cele patru categorii General Field.  În aceeași lună, Eilish a fost desemnată Billboard Woman of the Year în 2019. 
Pe 14 ianuarie 2020, Eilish a fost anunțată ca fiind interpreta piesei tematice a celei de-a 25-a ediții din franciza de film James Bond, No Time to Die  scrisă și produsă împreună cu fratele ei. Odată cu acest anunț, Eilish a devenit cel mai tânăr artist care a scris și a interpretat o melodie tematică James Bond. La scurt timp după aceea, a devenit a doua temă Bond care a ajuns în fruntea topurilor oficiale britanice și prima temă Bond interpretată de o artistă feminină care a făcut acest lucru. A fost, de asemenea, primul single numărul unu al lui Eilish în Marea Britanie.  La cea de-a 62-a ediție a Premiilor Grammy, ea a devenit cea mai tânără persoană și prima femeie care a câștigat cele patru categorii principale Grammy – Cel mai bun artist nou, Discul anului, Cântecul anului și Albumul anului – în același an.   În timpul pandemiei de COVID-19, Eilish și fratele ei au cântat atât pentru Concertul Living Room for America al iHeart Media  și pentru seria de concerte Together at Home a lui Global Citizen, cântând un cover al piesei „Sunny” a lui Bobby Hebb. Pe 10 aprilie 2020, „ Ilomilo ” a fost trimis posturilor italiene de radio de succes de către Universal Music Group, ca cel de-al șaptelea și ultim single din When We All Fall Asleep, Where Do We Go?.  Pe 30 iulie 2020, Eilish a lansat „ My Future ”, prima ei lansare originală de la „No Time to Die”, împreună cu un videoclip animat.  În 2020, a devenit cea mai tânără persoană care figurează pe lista Forbes Celebrity 100, cu câștiguri de 53 de milioane de dolari.  În septembrie 2020, Eilish a lansat o colecție de ukulele de marcă cu producătorul de chitare Fender . 
În octombrie 2020, Eilish a anunțat un concert live intitulat Where Do We Go? Livestream-ul a început să fie difuzat din Los Angeles pe 24 octombrie a aceluiași an, cu veniturile din mărfurile emisiunii strângând fonduri pentru a sprijini membrii echipei evenimentului afectați de pandemia COVID-19. Eilish a fost, de asemenea, câștigătorul a trei premii Billboard Music Awards pe 24 octombrie 2020 - Billboard Music Award pentru Top Female Artist, Billboard Music Award pentru Top Billboard 200 Album ( When We All Fall Asleep, Where Do We Go? ) și Billboard Music Award pentru Top New Artist —din cele 12 pentru care a fost nominalizată. În aceeași lună, ea a anunțat, de asemenea, un nou single, intitulat „ Therefore I Am ”, care a fost lansat împreună cu videoclipul său pe 12 noiembrie 2020.

### 2021:Happier Than Ever
Pe 18 octombrie 2020, Eilish a fost intervievată de Vanity Fair și a susținut că lucrează la „șaisprezece melodii noi și le iubesc pe toate”, dezvăluind un fel de proiect muzical viitor, cel mai probabil pentru lansare în 2021, care ar putea servi drept al doilea ei album de studio. 
„ Lo Vas a Olvidar ” (în spaniolă pentru „You Will Forget It”), un single cu Rosalía ca parte a coloanei sonore Euphoria de la HBO, a fost lansat în ianuarie 2021, la aproape doi ani după ce a lucrat inițial melodia. Filmul documentar regizat de RJ Cutler , Billie Eilish: The World's a Little Blurry, a fost lansat pe Apple TV+ și în cinematografe selectate. Filmul a fost lăudat de critici și fani pentru privirea sa în profunzime asupra vieții personale a lui Eilish în timpul ascensiunii sale la faimă.  La cea de -a 63-a ediție anuală a Premiilor Grammy, Eilish a câștigat două premii: Premiul Grammy pentru cel mai bun cântec scris pentru media vizuală, pentru tema Bond și Premiul Grammy pentru Recordul anului pentru single-ul ei din 2019 „ Everthing I Wanted ”. În discursul său de acceptare pentru Record of the Year, Eilish a spus că Megan Thee Stallion „merita să câștige”, dar totuși a mulțumit fanilor ei și fratelui ei Finneas pentru premiul ei. 
Pe 27 aprilie 2021, Eilish a anunțat prin Instagram că va lansa al doilea album, Happier Than Ever, pe 30 iulie. Coperta albumului a fost dezvăluită și în această postare, iar lista de melodii, formată din 16 melodii, a fost disponibilă și pe Apple Music. Albumul a fost lansat pe diferite formate, inclusiv vinil de colecție și culori de casetă: maro, albastru pal opac, galben pal, galben auriu, vinil gri rece  și casetă roz și maro.  Lansarea albumului a fost precedată de cinci single-uri: „My Future”, „Therefore I Am”, „ Your Power ”,  „ Lost Cause ”, și „ NDA ”,  și a fost însoțită de lista cu toate titlurile. Pe 2 decembrie 2021, Eilish a anunțat o versiune de vinil ecologică în ediție limitată a albumului ei Happier Than Ever, realizată cu vinil creat din resturi de vinil reciclate. Piesa de colecție a fost disponibilă doar în câteva magazine Gucci din întreaga lume și a inclus autocolante pentru unghii cu marca Gucci, concepute de directorul de creație al mărcii, Alessandro Michele. 

## Talent artistic

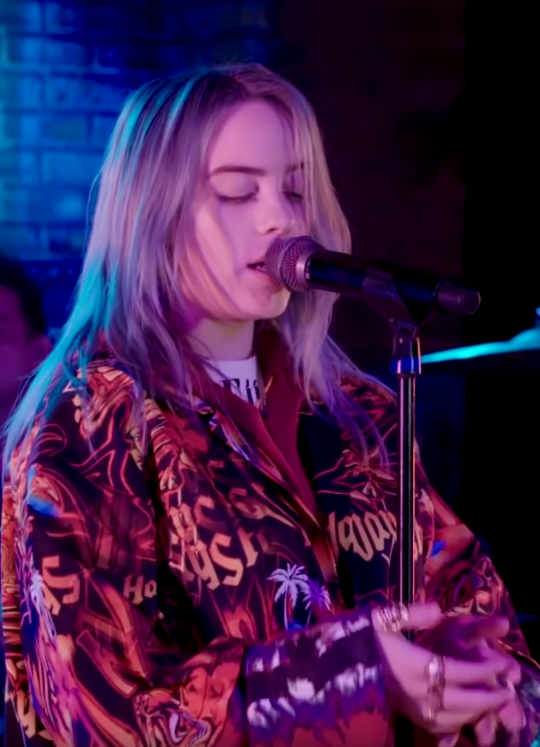
Eilish a cântat pentru MTV în 2019

### Stil muzical, compoziție și videoclipuri muzicale
Eilish are o voce de soprană .  Avery Stone din Noisey i-a descris vocea ca fiind „eterică”,  iar Maura Johnston de la Rolling Stone a caracterizat-o drept „șoaptă”.  Doreen St. Félix de la The New Yorker a opinat că are o „voce răgușită, pe care o poate subția mult”.  Criticul muzical Robert Christgau a scris că, în timp ce Eilish este din punct de vedere muzical și comercial în Pop, marca ei „ne reamintește, de asemenea, cât de amorf a devenit [pop-ul]”, descriindu-i soprana ca fiind „prea diminuată”, adăugând că „versiunea ei jucăușă a neliniștilor adolescenților goth" și " album de debut electro- saturat" au captivat un public divers.  Muzica ei include pop,  dark pop,  electropop,  emo pop,  experimental pop,  goth-pop,  indie pop,  teen pop,  și alt-pop . 
Fratele lui Eilish, Finneas, colaborează la scrierea de cântece.   Fratele ei scrie pentru albumele lui Eilish, îi produce muzica și cântă, de asemenea, în spectacole live.   Lui Eilish și Finneas „le place să inventeze complet lucruri și să devină personaje” și „au melodii care sunt cu adevărat fictive”.  Eilish a spus că o serie de cântece derivă și din experiențele ei și ale lui Finneas.  Ei încearcă să scrie versuri „cu adevărat interesante și conversaționale”: „Încercăm să spunem lucruri care nu trebuie să fie atât de profunde”  Finneas a declarat că atunci când scrie cântece pentru sora lui, el își propune să „scrie [melodii] pe care cred că ea le va cânta cu plăcere și că va empatiza cu versurile și le va vedea ca fiind ale ei”.  Când scrie împreună cu Eilish, el încearcă „să o ajute să spună orice poveste ea încearcă să spună, să îți lase libere gândurile, să-i asculte ideile” și să folosească un limbaj care se potrivește vocii ei care spune povestea. 
Eilish dorea să-și regizeze propriile videoclipuri muzicale încă de la vârsta de 14 ani, dar inițial nu i s-a oferit ocazia din cauza lipsei de experiență.  În 2019, ea și-a făcut debutul regizoral cu videoclipul piesei ei „ Xanny ”. 
De asemenea, Eilish a urmat cursuri de dans până în 2016, când o leziune a plăcii de creștere a pus capăt carierei ei de dans și și-a îndreptat atenția spre înregistrarea muzicii.  

### Influențe
Eilish a crescut ascultând Beatles, Justin Bieber, Green Day,  Arctic Monkeys, Linkin Park  și Lana Del Rey.  Ea a spus că întâlnirea cu „ Runaway ” de Aurora pe YouTube a inspirat-o să urmeze o carieră muzicală.  Hip-hop-ul este genul ei preferat și cea mai mare inspirație.  Eilish i-a citat pe Tyler, the Creator, Childish Gambino și Avril Lavigne drept influențe muzicale și stilistice majore pentru ea   și alte influențe includ Earl Sweatshirt, James Blake, Amy Winehouse, Spice Girls, Lorde, Marina și Diamonds, Britney Spears, Taylor Swift, Nicki Minaj, XXXTentacion și Twenty One Pilots.      Ea a fost comparată în mass-media cu Lavigne, Lorde și Del Rey,   ultimul dintre care spune că nu vrea să fie comparată, afirmând: „Acea femeie [Del Rey] și- a făcut marca  atât de perfectă pentru toată cariera și nu ar trebui să audă asta.”  Ea a numit-o, de asemenea, pe Rihanna drept inspirație pentru alegerile ei de stil, după ce a numit moda „mecanismul ei de apărare”.  Eilish a spus că albumul din 2019 al lui Ariana Grande Thank U, Next a inspirat-o să continue să facă muzică. 

## Viață personală
Eilish a locuit până în 2019 cu părinții ei în cartierul Highland Park din Los Angeles. În 2021 ea a recunoscut că încă mai petrece multe nopți în dormitorul ei din casa în care a copilărit pentru a fi aproape de părinții ei. Ea a declarat că are sindromul Tourette, sinestezie și a avut episioade de depresie. Într-o perioadă de depresia și-a plănuit propria sinucidere, plan pe care, spune Eilish prietenul ei, regretatul rapper/cântăreț american XXXTentacion, l-a împiedicat pentru a fi pus în practică.
Eilish a avut o relație cu rapperul Brandon Adams, care poartă numele de scenă 7:AMP.
Într-un interviu din decembrie 2021, Eilish a declarat că ea crede că pornografia „i-a distrus creierul”. Ea a adăugat că a început să se uite la filme porno la vârsta de 11 ani pentru ca mai apoi să regrete acest lucru.

## Opinii
Eilish se angajează să protejeze climatul și își îndeamnă fanii să se implice în mișcarea climatică. Videoclipul pentru piesa „all the good girls go to hell” este o metaforă pentru o planetă care trebuie reparată. Videoclipul a inclus un mesaj de la Eilish în descriere prin care a îndemnat oamenii să se alăture atacurilor climatice globale. "Pământul nostru se încălzește la un ritm fără precedent, ghețurile se topesc, oceanele noastre se ridică, fauna noastră sălbatică este otrăvită și pădurile noastre ard", a scris ea sub filmul de pe YouTube. De asemenea, ea a scris: „TICK TOCK! Timpul nostru se sfârșește. Criza climatică este foarte reală. Trebuie să vorbim și să cerem ca liderii noștri să ia măsuri.” În 2020, Eilish a semnat o scrisoare deschisă, intitulată „Faceți clima”. Scrisoarea solicită liderilor mondiali să nu mai prevină că putem rezolva criza climatică și ecologică fără a o trata ca pe o criză.

## Discografie
Albume de studio
- When We All Fall Asleep, Where Do We Go? (2019),
- Happier Than Ever (2021)
- Hit Me Hard and Soft (2024)

Discuri EP
- Don't Smile at Me (2017)

## Turnee
Turnee
- Don’t Smile At Me Tour (2017)
- Lost My Mind Tour (2018)
- 1 by 1 Tour (2018–2019)
- When We All Fall Asleep Tour (2019)
- Where Do We Go? World Tour (2020)
- Happier Than Ever, The World Tour (2022–2023)
- Hit Me Hard And Sofr: The Tour (2024–2025)

În deschidere
- Florence and the Machine - High As Hope Tour (2018)